# جيرهارد فيشر (عسكري ألماني)
جيرهارد فيشر (بالألمانية: Gerhard Fischer)‏ هو عسكري ألماني، ولد في 4 ديسمبر 1915 في غورليتس في ألمانيا، وتوفي في 9 أغسطس 2014.